# Anna Hazare
Kisan Bapat Baburao Hazare (tiếng Marathi: किसन बापट बाबुराव हजारे) (sinh ngày 15 tháng 6 năm 1937), thường được gọi là Anna Hazare (Marathi: अण्णा हजारे), là một nhà hoạt động xã hội người Ấn Độ đặc biệt được công nhận cho những đóng góp cho sự phát triển của Ralegan Siddhi, một ngôi làng ở Parner Taluka, huyện Ahmednagar, Maharashtra, Ấn Độ và những nỗ lực của ông để thiết lập nó như là một làng kiểu mẫu, nhờ đó ông đã được tặng thưởng giải Padma Bhushan của Chính phủ Ấn Độ vào năm 1992.
Ngày 5 tháng 4 năm 2011, Hazare bắt đầu 'nhịn ăn', còn gọi là tuyệt thực để gây áp lực lên chính phủ Ấn Độ ban hành một hành động chống tham nhũng mạnh như dự kiến trong dự luật Lokpal Jan, một đạo luật này sẽ thiết lập một Lokpal (thanh tra viên) sẽ có sức mạnh để đối phó với tham nhũng trong các cơ quan công. Việc tuyệt thực của ông dẫn đến cuộc biểu tình trên toàn quốc để ủng hộ Hazare. Việc tuyệt thực kết thúc vào ngày 09 tháng 4 năm 2011 với hai trong số những yêu sách quan trọng nhất của phong trào - có ít nhất 50% số thành viên của Ban dự thảo luật là không chính trị gia và các đồng chủ tịch của ủy ban dự thảo được một chính trị gia không - được đáp ứng bởi Chính phủ Ấn Độ.